# Tom van der Geld
Thomas „Tom“ van der Geld  (* 9. September 1947 in Boston) ist ein amerikanischer Malletspieler des Modern Jazz.
Van der Geld spielte zunächst Piano und Trompete, bevor er das Vibraphon für sich entdeckte. Er studierte an der University of New Mexico und dann bei Gary Burton am Berklee College of Music durch das er auch promoviert wurde. 1971 gründete er mit Larry Porter die Band Children at Play, die mehrere Alben (u. a. für JAPO) vorlegte und Konzerte (auch in Deutschland) gab, die Kritiker und Publikum begeisterten. Mit dem Children at Play-Kollegen Roger Janotta und Gitarrist Bill Connors legte er anschließend das Album „Path“ (1979) vor. Van der Geld arbeitete weiterhin mit der WDR Big Band Köln, mit Manfred Schoof, mit der Gruppe Between und mit Kenny Wheeler; er trat auch im Trio mit Sigi Busch und Jo Thönes sowie mit Luis de Mateo, Edward Vesala, Barre Phillips, Albert Mangelsdorff, Mel Lewis, Peter Herbolzheimer und Frank Haunschild auf.
Van der Geld arbeitet seit 1974 in Europa. Bis zu seiner Pensionierung war er Professor für Jazz-Gehörbildung, Jazz-Harmonielehre, Jazz-Improvisation, Ensemble und Jazz-Vibraphon an der Hochschule für Musik und Darstellende Kunst Mannheim.

## Schriften
- Die neue Gehörbildung für Rock, Pop & Jazz. Vollständiger Lehrgang für Jazz-, Rock- & Pop-Musiker Band 1 und 2. Schott 2011 (2. überarbeitete Auflage)

## Lexigraphischer Eintrag
- Wolf Kampmann (Hrsg.), unter Mitarbeit von Ekkehard Jost: Reclams Jazzlexikon. Reclam, Stuttgart 2003, ISBN 3-15-010528-5.